# Diego Pimentel y Zúñiga

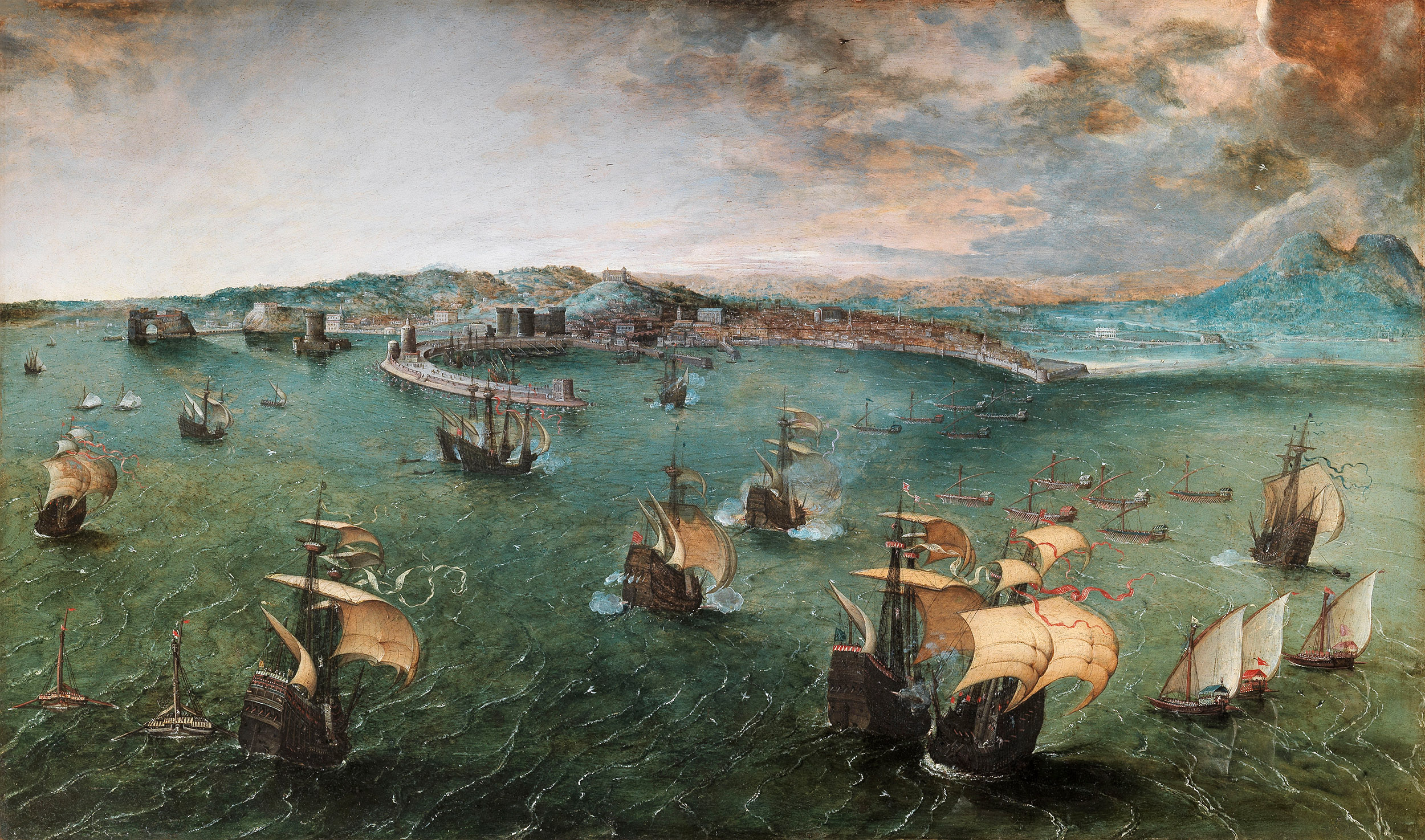
Vista de la bahía de Nápoles a mediados del siglo XVI (unos años antes de la estancia de Diego como general de galeras de Nápoles), por Pieter Bruegel.

Diego Pimentel (m. mar Tirreno, 4 de octubre de 1624) fue un noble y militar español.

## Biografía
Era uno de los hijos del matrimonio formado por Juan Alonso Pimentel y Enríquez de Herrera, V duque de Benavente, etc. y su segunda esposa, Mencía de Zúñiga Mendoza y Requesséns, viuda del III marqués de los Vélez. El V duque de Benavente también era el segundo marido de Mencía de Zúñiga.
Fue caballero de la orden de Calatrava, y comendador de Mayorga en esta.
En octubre de 1621, penetró con seis galeras a La Goleta, puerto del Túnez otomano, y bajo su mando, Diego Duque de Estrada desembarcó y destruyó los tres galeones de Sampson Denball, corsario inglés al servicio tunecino.
El 4 de enero de 1622 contrajo matrimonio con Magdalena Francisca de Guzmán, hija de Tello de Guzmán y su esposa Ana María de Zúñiga. Magdalena llegaría a ser III condesa de Villaverde tras la muerte de Diego y de su propio padre. Este matrimonio tendría una hija, que sería heredera de su madre:
- Mencía de Guzmán y Pimentel (-1658), IV condesa de Villaverde, casada con Luis de Guzmán y Ponce de León (1603-1668), hijo de Rodrigo Ponce de León y Figueroa, III duque de Arcos.[5]

Fue nombrado general de las galeras del reino de Nápoles por Felipe IV el 17 de julio de 1623, tras la reorganización que supuso la muerte de don Pedro de Leiva, que era general de las galeras de España desde 1621. El 25 de agosto de 1623 partió a Nápoles con su mujer.
En septiembre de 1624 tomó una escuadra del reino de Nápoles en Portoferraio en la isla de Elba, para combatir a una serie de corsarios de Biserta y Argel. El 2 de octubre los encontró y combatió, derrotándoles al coste de ser herido en la batalla y morir dos días después.